# Historia życia na Ziemi
Historia życia na Ziemi obejmuje kilka miliardów lat, od powstania pierwszych organizmów do gatunków jakie istniały i istnieją dzisiaj. Z wyjątkiem ostatnich kilku tysięcy lat, historia życia na Ziemi jest rekonstruowana metodami pośrednimi (np. proxy).
Najstarsza znana ziemska materia pochodzenia biogenicznego datowana jest na 3,7 mld lat (grafit w przeobrażonych skałach osadowych z zachodniej Grenlandii, 2014) i 3,48 mld lat (piaskowiec znaleziony w Australii Zachodniej, 2013). W 2016 roku odkryto także prawdopodobne pozostałości sinic- stromatolity. Inni badacze sądzą jednak, że nie są to ich pozostałości, tylko "pseudostromatolity" W 2014 roku odkryto także cyrkon mający 4,1 mld lat, w którym znajduje się grafit. Według niektórych badaczy jest on pozostałością po organizmach żywych z tamtego okresu. 
Niektóre wydarzenia powstania i rozwoju życia na Ziemi są dobrze udokumentowane, inne są przedmiotem sporów wśród biologów. W miarę uzyskiwania nowych danych obraz ulega zmianom.
W zrozumieniu historii życia na Ziemi dużą rolę odegrała biologia. Biologia współczesna rozwinęła się w XIX wieku, wraz z dyskusjami na temat przebiegu ewolucji (lamarkizm, darwinizm), powstaniem chemii organicznej, oraz słynnym doświadczeniem Pasteura, w którym wykazał on, że wszystkie komórki powstają z innych komórek. Wcześniejsze hipotezy nie wyjaśniały w sposób naukowy powstania pierwszej komórki i procesu jej ewolucji aż do współczesnej różnorodności życia.
Jako że podstawowymi źródłami informacji były współczesne organizmy oraz skamieniałości organizmów dawnych, dość szybko zarysowany został obraz zależności między głównymi grupami zwierząt i roślin. Obraz ten zbudowany był w dużej mierze na spekulacji opartej jedynie na morfologii organizmów i choć poprawnie przedstawiał pewne zależności, zawierał też wiele poważnych błędów. Do wydarzeń mających największy wpływ na wiedzę o historii życia należą powstanie genetyki oraz eksperyment Stanleya Millera, w którym wykazał on, że substancje organiczne mogły samoistnie tworzyć się na wczesnej Ziemi. Przełomowe było również rozpowszechnienie się komputerów, dzięki którym możliwe stały się obliczenia niedostępne dla XIX-wiecznych badaczy, takie jak analizowanie funkcji białek przeszłych organizmów, których strukturę znamy dzięki genom ich współczesnych potomków.

## Źródła
Choć obecnie najważniejszym źródłem wiedzy o historii życia są badania genetyczne współcześnie żyjących organizmów, historycznie głównym źródłem wiedzy o historii życia były skamieniałości. Jedną z najważniejszych zalet skamieniałości jest możliwość precyzyjnego określenia bezwzględnego wieku skamieniałych organizmów na podstawie wieku warstwy osadowej w której zostały znalezione. Drugą jest możliwość badania organizmów, które nie mają żadnych współcześnie żyjących potomków, tak jak np. wiele grup dinozaurów.
Z badaniem tego typu substancji wiążą się jednak niedoskonałości:
- Skamieniałości jest bardzo niewiele. Typową sytuacją jest posiadanie jedynie kilku niekompletnych szkieletów dla całej dużej grupy zwierząt.
- Skamieniałości tworzą się ekstremalnie nierównomiernie. Duże organizmy o twardych szkieletach są reprezentowane w miarę dobrze, organizmy niewielkie i bez szkieletów w bardzo niewielkim stopniu. Skamieniałości jednokomórkowców są wyjątkowo rzadkie.
- Skamieniałości dostarczają bardzo niewielkiej ilości informacji, praktycznie wyłącznie o kształcie organizmu. Na tej podstawie można lepiej lub gorzej odtworzyć wiele innych cech, np. o trybie życia, jednak uzyskanie wielu informacji pozostaje zupełnie niemożliwe tą metodą.
- Choć datowanie poszczególnych skamieniałości jest precyzyjne, są one wyjątkowo mało użyteczne w datowaniu powstawania i wymierania grup organizmów oraz ewolucji poszczególnych ich cech. Np. jeśli dana grupa żyła od 100 do 200 milionów lat temu i dysponujemy jedynie kilkoma jej skamieniałościami, to prawdopodobnie znacznie ograniczymy czas jej występowania. Np. jeśli dysponujemy tylko czterema, datowanymi na 114, 118, 133 i 152 milionów lat, czas występowania tej grupy oszacujemy na ponad dwukrotnie krótszy niż rzeczywisty. Mając tak niepewne datowania praktycznie niemożliwe jest wyciąganie jakichkolwiek wniosków, np. która z grup pojawiła się wcześniej bądź wymarła później.
- Ponieważ jedyne co znamy to szkielet bądź jego fragmenty, wiele zmian będzie niezauważonych. Np. pierwsze organizmy blisko spokrewnionych grup A i B prawdopodobnie wyglądały podobnie, więc nawet dysponując skamieniałościami możemy datę ich dywergencji wyznaczyć błędnie.
- Ewolucja organizmów jednokomórkowych nie pozostawiła praktycznie żadnego śladu w skamieniałościach.

Bardziej zaawansowana metoda wykorzystuje dane z genów współczesnych organizmów. Porównując sekwencje genetyczne możliwe jest ustalenie składu drzew ewolucyjnych. Na podstawie drzew genetycznych potrafimy wyznaczać momenty powstania poszczególnych grup organizmów i poszczególnych cech. Informacje o względnej kolejności pojawiania się poszczególnych cech są bardzo dobre, ale dość słabo wypadły próby bezwzględnej oceny czasu różnych wydarzeń. Idea zegara molekularnego jest następująca: większość zmian sekwencji par zasad w DNA nie wpływa na funkcjonalność genów. Np. dwie trójki zasad mogą kodować ten sam aminokwas. Takie zmiany powinny więc się losowo akumulować w stałym tempie. Okazało się jednak, że tempo to wcale nie jest stałe, i obecnie używane modele są o wiele bardziej skomplikowane. Zwykle używa się więc zegarów genetycznych o nierównomiernych tempach zmian kalibrowanych na podstawie danych pochodzących z badań skamieniałości. Główną zaletą jest większa ilość dostępnych w ten sposób informacji, lepsza równomierność oraz związek z o wiele większą ilością cech – praktycznie wszystkie cechy organizmu są zdeterminowane genetycznie. Do wad należy niemożliwość badania wymarłych grup organizmów.

## Układ Słoneczny
Wiek Ziemi, jedynej znanej nam planety, na której występuje życie, szacowany jest na 4,5 miliarda lat. Należy ona do Układu Słonecznego liczącego niewiele więcej, bo ok. 5 miliardów lat. Słońce powstało w wyniku kondensacji istniejących w przestrzeni kosmicznej chmur materii, natomiast planety powstały z ciężkich pierwiastków powstałych w wyniku wybuchu supernowej.
Większość planet Układu Słonecznego nie nadaje się do zamieszkania przez życie podobne do tego, które znamy. Są albo zbyt zimne albo zbyt gorące, żeby występowała na nich płynna woda. Wiele z nich posiada bardzo rozrzedzoną atmosferę. Planety większe od Ziemi często mają zbyt gęste atmosfery, mniejsze łatwo je tracą. Być może jednak nie zawsze tak było – niektórzy naukowcy uważają, że Mars kiedyś był znacznie bardziej przyjazny życiu z gęstszą atmosferą i wodą występującą na powierzchni. Życie mogło też rozwinąć się w korzystniejszych warunkach pod powierzchnią planety. Są to jednak na razie tylko spekulacje i jedyną planetą, na której na pewno istniało i istnieje życie, jest Ziemia.

## Pochodzenie życia na Ziemi

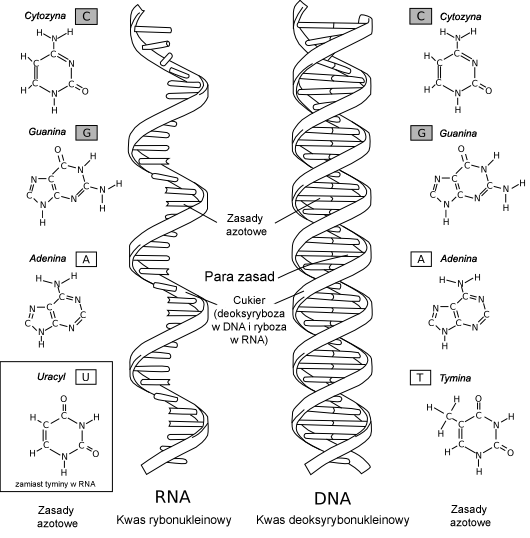
Porównanie kwasu rybonukleinowego (RNA) i kwasu deoksyrybonukleinowego (DNA).

Wczesna Ziemia nie wyglądała tak jak teraz. Oczywiście pozbawiona była organizmów żywych, a zatem wszystkich skutków ich działalności takich jak powszechne obecnie skały osadowe pochodzenia organicznego czy erozja gleb wywołana działaniami organizmów. Układ kontynentów też był zupełnie inny. Jednak różnice nie dotyczyły jedynie kształtu powierzchni – ważną różnicą było to, że atmosfera miała charakter redukujący, nie zaś utleniający jak dzisiaj. Składała się ona z elementów takich jak azot, para wodna, metan, dwutlenek węgla i tlenek węgla. Chociaż nie ma konsensusu wśród naukowców co do dokładnego składu wczesnej atmosfery, wiadomo że nie zawierała ona prawie wcale wolnego tlenu.
We współczesnej atmosferze tlenu i azotu nie tylko nie formują się spontanicznie związki organiczne (bo nie zawiera ona węgla, i jedynie bardzo nieznaczne ilości wodoru w postaci pary wodnej), ale wiele z nich rozkłada się reagując z tlenem. Zupełnie inaczej było jednak w pełnej związków węglowych atmosferze redukującej – pod wpływem wyładowań atmosferycznych, temperatury i innych czynników samorzutnie formowały się stanowiące podstawę życia związki organiczne.
Najstarszym organizmem, który potrafimy dobrze odtworzyć analizując geny współczesnych komórek jest ostatni uniwersalny wspólny przodek, czyli ostatni wspólny przodek wszystkich ziemskich organizmów, zwany LUCA. Jest on bardzo złożoną komórką – posiadał materiał genetyczny w postaci RNA i DNA, rybosomy, syntezował białkowe enzymy, które katalizowały setki reakcji koniecznych w metabolizmie (najprawdopodobniej chemoautotroficznym) oraz syntezie elementów komórki.
Historia życia pomiędzy martwym oceanem pełnym związków organicznych a LUCA jest jednak pełna zagadek.
Współczesne życie ma kilka cech – składa się ze zbudowanych z różnych substancji organicznych zamkniętych półprzepuszczalnymi błonami komórek, które posiadają materiał genetyczny i wykazują metabolizm. Pełne wyjaśnienie powstania życia powinno podać kolejność powstawania tych cech. Takiej pełnej teorii nie ma, ale o kilku względnych kolejnościach możemy powiedzieć, że coś wiemy:
- Proste substancje organiczne powstawały spontanicznie zanim powstały jakiekolwiek inne cechy życia.
- DNA powstało później niż RNA i białka.
- Komórki mogły powstać albo bardzo wcześnie, jak koacerwaty według teorii Oparina, gdzieś pośrodku procesu powstawania życia, lub nawet już po LUCA. Ta ostatnia teoria opiera się na obserwacji, że lipidy błon bakteryjnych i eukariotycznych oraz lipidy błon komórek Archea nie są ze sobą genetycznie powiązane (choć problem ten ma też inne wyjaśnienia).
- Nie wiadomo czy pierwsze były geny czy metabolizm.
  - Według teorii pierwszeństwa genów, życie wywodzi się z przypadkowo powstałej cząsteczki katalizującej własne powielanie (replikatora). Powielaniu się i mutowaniu nagiego replikatora z czasem zaczęło towarzyszyć coraz więcej różnorodnych reakcji, uorganizowanych w prymitywny metabolizm, ułatwiający kopiowanie.
  - Według teorii pierwszeństwa metabolizmu, pierwsze życie było agenetyczne. Do kandydatów należą tu porowate skały siarczku żelaza, koacerwaty, czy też różne modele oparte na chemii tioestry. Według nich geny powstały w takich środowiskach wykazujących już metabolizm i nagi replikator nigdy nie istniał.
- RNA najprawdopodobniej powstało wcześniej niż białka. RNA potrafi spontanicznie się powielać, a białka nie powielają się, a jedynie są syntezowane na podstawie RNA. RNA potrafi też katalizować reakcje chemiczne, dlatego nadaje się zarówno do modeli z pierwszeństwem genów (nagie RNA), jak i z pierwszeństwem metabolizmu (RNA w środowisku metabolizującym). Jest to tzw. świat RNA.
- Być może przed światem RNA istniała jakaś wcześniejsza faza. Niektóre teorie postulują przejście od świata tioestrów do RNA. Inne na pierwszy nośnik informacji genetycznej wybierają PNA.

Alternatywną teorią jest hipoteza panspermii, według której życie przybyło na Ziemię z kosmosu w postaci unoszących się w przestrzeni kosmicznej przetrwalników bakterii. Wiemy, że przetrwalniki potrafią przetrwać w bardzo rozrzedzonej atmosferze na wysokości kilkudziesięciu kilometrów, i że dość niewielkie ilości skały w bardzo dużym stopniu ograniczają negatywne skutki występującego w przestrzeni kosmicznej promieniowania na ich materiał genetyczny. Tak więc mogłyby one teoretycznie przenosić się np. w meteorytach i ożywić w korzystnych warunkach na innej planecie.
Teoria panspermii jest jednak obecnie niezbyt popularna, gdyż potrafimy odtworzyć historię życia daleko poza fazę wczesnej komórki bakteryjnej, których to etapów panspermia nie wyjaśnia. Panspermia próbuje wyjaśnić jedynie powstanie życia na Ziemi, nie życia jako takiego – trudne problemy zostają jedynie przeniesione na inną planetę.

### Trzy domeny
Wszystkie istniejące współcześnie komórki można pogrupować w 3 grupy:
- bakterie
- archea
- eukarionty

Każda z wyżej wymienionych grup ma cechy specyficzne tylko dla siebie i każde dwie z tych grup mają też cechy, których nie ma trzecia. Wspólne cechy organizmów biorą się z posiadania wspólnego przodka, ale mogą też być efektem transferu genów. Jeśli jednak odrzuci się transfer genów na ekstremalnie dużą skalę, nie można powiedzieć, ani że jedna z grup wywodzi się z którejś z pozostałych, ani też że któreś dwie są bliżej spokrewnione ze sobą niż z trzecią z nich.
Transfer genów jest powszechny wśród organizmów jednokomórkowych (jest odpowiedzialny m.in. za pojawianie się oporności na antybiotyki wśród bakterii, które nigdy nie były poddane ich działaniu), jednak zwykle zachodzi między relatywnie blisko spokrewnionymi organizmami i transfer między słabo spokrewnionymi komórkami jest rzadki. Nie wiadomo jaki udział miał transfer genów w wytworzeniu się tych grup.
Badacz Archea Carl Woese postulował, że wszystkie te 3 grupy równolegle wywodzą się od LUCA i zaproponował nadanie każdej z tych grup rangi „domeny” w systematyce. Wszystkie wspólne cechy dwóch z nich można w tej teorii wyjaśnić cechami LUCA, które zostały utracone w trzeciej. W ten sposób unika się znacznego transferu genów, ale z drugiej strony LUCA staje się organizmem o wiele bardziej złożonym niż w teoriach z dużym transferem.
Tradycyjnie wśród 3 domen najbardziej problematyczne były eukarioty. Chloroplast i mitochondrium są bardzo skomplikowanymi organellami, posiadającymi własne rybosomy, własne błony oddzielające je od reszty komórki oraz częściowo własny kod genetyczny. Nie wiadomo było jak wyjaśnić ich powstanie. Badania pokazują jednak, że organella te są bardziej podobne pod względem biochemicznym i genetycznym do bakterii niż do reszty komórki eukariotycznej, m.in. ich rybosomy są typu bakteryjnego nie eukariotycznego. Co więcej ich kod genetyczny (częściowo zawarty wewnątrz organellum, częściowo w jądrze komórki) można zidentyfikować jako mający wspólne źródła z którąś konkretną grupą bakterii:
- α-proteobakterie w przypadku mitochondriów
- cyjanobakterie w przypadku chloroplastów

Przyjęta współcześnie teoria endosymbiozy zakłada następujący scenariusz:
- z jakiegoś powodu nienaruszona komórka bakterii znalazła się wewnątrz błony komórki eukariotycznej
- między komórkami wytworzyła się endosymbioza
- stopniowo geny z organellum przedostawały się do jądra – martwe organella uwalniały swoje geny do wnętrza komórki, skąd miały one szansę trafić do jądra. Jeśli gen funkcjonował w jądrze jego przypadkowa utrata w organellum nie powodowała poważniejszych skutków ubocznych, tak więc stopniowo traciło ono geny. Nie było mechanizmu który transferowałby geny z jądra do organellum.

Problemy pochodzenia komórki eukariotycznej i tych organellów wydawały się być odrębne – znane są eukarionty bez mitochondrium, a chloroplasty są relatywnie rzadkim organellum. Badania genetyczne pokazały jednak, że wszystkie współczesne bezmitochondrialne eukarionty zawierają w jądrze mitochondrialne geny. Tak więc wspólny przodek wszystkich eukariotów musiał już mieć mitochondria.
To odkrycie dostarczyło nowego rozwiązania problemu domen. Według niego na pewnym etapie istniały bakterie, archea i bezmitochondrialne pra-eukarionty, a potem pra-eukariotyczna komórka przez symbiozę z mitochondrium otrzymała dużą dawkę bakteryjnych genów. Dzięki temu LUCA jest prostszy niż w klasycznym modelu 3 domen, a z wyjątkiem kierunku od mitochondriów (α-proteobakterii) do eukariotów transfer genów jest niewielki.
O ile jednak wiemy jak wyglądał symbiont, poważnym problemem tego modelu jest trudność w wyborze przekonującego kandydata na pierwotną komórkę gospodarza, którego nie potrafimy utożsamić z żadnym istniejącym organizmem.
W pewnym sensie tej sytuacji należałoby się spodziewać – komórka-gospodarz otrzymała tak dużą dawkę obcych genów, że z pierwotnego organizmu mogło pozostać niewiele. Możemy wykluczyć jej bakteryjny charakter (transfer genów od bakterii do bakterii nie wyjaśni cech wspólnych z archea), zostają więc jakieś bliżej niesprecyzowane praeukarioty oraz archea. Ta druga opcja to tzw. model fuzji:
- Z LUCA wywodzą się 2 domeny – bakterie i archea
- Pewna komórka archea stała się gospodarzem dla pewnej komórki bakteryjnej. Bardzo duży transfer genów spowodował utratę przez nią wielu cech archea. Tak więc trzecia domena powstała przez fuzję dwóch pierwotnych.

Model ten jest bardzo elegancki, wspólne cechy archea i eukariotów wyjaśnia pochodzeniem komórki gospodarza, wspólne cechy bakterii i eukariotów wyjaśnia transferem genów mitochondrialnych, wspólne cechy bakterii i archea zaś utratą genów przez ewoluującą komórkę eukariotyczną.

### Metabolizm
Organizmy do funkcjonowania potrzebują energii. Podstawowymi cząsteczkami energetycznymi w komórce, wykorzystywanymi jako źródło w procesach energochłonnych oraz nośnik w procesach jej pozyskiwania są ATP i inne fosfonukleozydy. Cząsteczki te jednak nie występują w istotnych ilościach w naturze i źródło energii (konwertowanej do ATP) ma zupełnie inny charakter. We współczesnych komórkach dostępne są 3 źródła:
- Tlenowy lub beztlenowy rozkład istniejących cząsteczek organicznych, być może uzyskanych z innego organizmu, czyli heterotrofizm
- Energia światła słonecznego w procesie fotosyntezy, czyli fotoautotrofizm
- Przemiany chemiczne związków nieorganicznych, czyli chemoautotrofizm

Ponieważ zdolność do fotosyntezy jest ograniczona do niewielkiej grupy organizmów, można wykluczyć jej obecność u LUCA. Podobnie ze względu na beztlenową redukującą atmosferę można wykluczyć oddychanie tlenowe. Zostaje jedynie jakaś kombinacja chemioautotrofii i oddychania beztlenowego. Obie te teorie są popularne, choć obecnie przeważają teorie chemioautotroficzne.
Fotosynteza wykształciła się później, i jej produkt uboczny – tlen – spowodował gwałtowną zmianę charakteru atmosfery z redukującej na znaną obecnie utleniającą. Utleniająca atmosfera i eksplozja biomasy (która zamiast relatywnie rzadkich źródeł minerałów potrzebowała teraz jedynie wszechobecnych wody, światła i dwutlenku węgla) spowodowały rozpowszechnienie się oddychających tlenowo organizmów heterotroficznych.
Heterotrofami tlenowymi są m.in. zwierzęta, eukariotycznymi fotoautotrofami zaś m.in. rośliny. Współcześnie organizmy chemioautotroficzne oraz beztlenowe są relatywnie rzadkie w porównaniu do tych dwóch grup.

### Rozmnażanie
Jedną z podstawowych cech komórek jest ich rozmnażanie się. Najbardziej typowym mechanizmem jest podział jednej komórki na dwie, identyczne bądź też jedną dającą się wyróżnić jako „rodzica” a drugą jako „komórkę potomną”.
Mechanizm ten, czyli rozmnażanie bezpłciowe, był obecny w pierwszych komórkach wszystkich domen i w tej czy innej postaci (podział poprzeczny, pączkowanie, mitoza i wiele innych) przetrwał do dziś.
Organizmom bardzo przydatny byłby jednak też jakiś mechanizm, za pomocą którego organizmy podobnego typu mogłyby wymieniać między sobą informację genetyczną. Ogromnie przyspieszyłoby to tempo ewolucji – jeśli do jakiegoś bardzo korzystnego przystosowania potrzebnych jest kilka zmian genetycznych, a każda z nich powoduje sama z siebie jedynie relatywnie małą korzyść, to bez mechanizmów wymiany genów ich wspólne wystąpienie praktycznie nie ma szansy nastąpić. Jednak w pojedynczym organizmie ma relatywnie dużą szansę wystąpić jedna z nich, i przez wymianę genów mogą one szybko trafić do jednego organizmu, a potem dzięki tej korzyści szybko się rozpowszechnić.
Najprostszym mechanizmem wymiany genów jest przyjęcie wolno pływającego DNA pochodzącego z jakiegoś martwego organizmu i włączenie go do własnego genomu. Ten charakter miał np. eksperyment pokazujący, że DNA jest nośnikiem genów:
- myszy po wstrzyknięciu żywych bakterii powodujące zapalenie płuc typu S (z ang. smooth – gładki) umierały
- myszy po wstrzyknięciu żywych bakterii zapalenia płuc typu R (ang. rough – szorstki) lub martwych bakterii typu S żyły
- myszy po wstrzyknięciu żywych bakterii typu R i martwych S umierały – niektóre bakterie typu R pod wpływem DNA bakterii typu S pobierały ich geny i atakowały mysz
- ten sam efekt następował po oczyszczeniu ekstraktu z martwych bakterii typu S tak żeby zawierał tylko DNA

Transfer genów nie wymaga więc żadnego specjalnego mechanizmu i tak pewnie odbywał się we wczesnej fazie życia. Mechanizmy takie jednak się wykształciły. U bakterii jest to tzw. koniugacja bakteryjna, w której niektóre bakterie posiadają specjalny plazmid, inne zaś nie, i bakterie posiadające plazmid mogą oddawać go bakteriom bez niego razem z pewną ilością znajdujących się na nim genów. Bakterie dysponujące takimi plazmidami mogą szybko wymieniać geny.
Zupełnie innego mechanizmu używają komórki eukariotyczne. W tym mechanizmie wymiana genów jest powiązana z rozmnażaniem w tzw. rozmnażanie płciowe.
W zarysie polega to na tym, że komórki mogą mieć dwa stany:
- haploidalny – mają jedną kopię wszystkich chromosomów
- diploidalny – mają dwie kopie wszystkich chromosomów (prawdopodobnie lekko się różniące)

I mogą przechodzić między tymi stanami:
- Dwie komórki haploidalne mogą się złączyć w jedną diploidalną.
- Komórka diploidalna może się podzielić na dwie haploidalne, dzieląc się bez powielania swojego materiału genetycznego.

Ten sposób rozmnażania zapewnia bardzo duży transfer genów, ale też ograniczony jedynie do bardzo blisko spokrewnionych organizmów. O ile bakterie nawet dość odległych typów potrafią czasem wymieniać geny, to między bardzo blisko spokrewnionymi gatunkami eukariotów (np. koń i osioł, choć najskrajniejszymi przypadkami są tu chyba owady) wymiana genów nie zachodzi praktycznie wcale.
Pewną niewielką rolę w transferze genów mają też wirusy, które razem z własnymi genami przenoszą też często część genów poprzednio zarażonej komórki.

## Organizmy wielokomórkowe
Wielokomórkowość nie jest precyzyjnie określonym terminem i istnieje wiele form pośrednich między jednokomórkowością a wielokomórkowością.
Nawet najbardziej kanoniczne jednokomórkowce – bakterie – praktycznie nigdy nie występują w postaci pojedynczych komórek, a wielokomórkowych grup współpracujących ze sobą grup komórek. Bakterie z grupy wspólnie wydzielają enzymy do otoczenia, wspólnie budują ochronne otoczki i wspólnie się poruszają. Wśród niektórych bakterii, takich jak bakterie glebowe grupy Myxobacteria, między komórkami występuje komunikacja i prosta specjalizacja komórek.
Jednak wielokomórkowość osiągnęła pełnię dopiero u niektórych komórek eukariotycznych. U typowych roślin, zwierząt i niektórych grzybów organizm ma wiele silnie zróżnicowanych tkanek, w tym oddzielną tkankę odpowiedzialną za rozmnażanie. Organizmy takie zaczynają swoje istnienie jako jednokomórkowe zygoty, które przechodzą podziały i różnicowania funkcji komórek i rozwijają się w osobniki dorosłe o mniej lub bardziej zdeterminowanej budowie ciała (np. ciała kręgowców mają o wiele bardziej zdeterminowaną budowę od ciał roślin). Niewielka część komórek takiego organizmu rozmnoży się, większość zaś umrze bezpotomnie. Nie ma to jednak znaczenia, jako że komórki te mają te same geny.
Nie ma wątpliwości, że wielokomórkowość kolonijna powstała bardzo wcześnie w historii życia. Ciekawsze jest szacowanie ewolucji wielokomórkowości z wieloma typami komórek. Procedura jest następująca:
- budujemy drzewo ewolucyjne
- szacujemy czasy poszczególnych rozgałęzień
- jeśli dany typ komórek występuje w obu rozgałęzieniach, to wnioskujemy, że ich ostatni wspólny przodek (którego wiek wyznaczyliśmy w poprzednim punkcie) też je miał

O ile pierwszy i ostatni krok jest mało kontrowersyjny, to szacowanie czasu rozgałęzienia daje bardzo odmienne wyniki. Tak więc szacunki początków pełnej wielokomórkowości wahają się od niecałego miliarda do ponad 2 miliardów lat.

### Eksplozja kambryjska
Ze względu na dostępne skamieniałości, historię życia możemy podzielić na 2 okresy – okres od kambru (który zaczął się ok. 542 milionów lat temu) do współczesności, w którym występuje względna obfitość skamieniałości, oraz okres prekambryjski, skamieniałości z którego są bardzo rzadkie. Moment pomiędzy tymi okresami, tzw. eksplozja kambryjska, stanowił zagadkę praktycznie od początku badań ewolucji.
| ← mln lat temuEksplozja kambryjska |          |            |          |          |           |         |          |         |          |           |      |    |
| Prekambr←4,6 mld                   | Kambr541 | Ordowik485 | Sylur443 | Dewon419 | Karbon359 | Perm299 | Trias252 | Jura201 | Kreda145 | Paleog.66 | Ng23 | Q2 |

Teorie wyjaśniające eksplozję kambryjską można podzielić na kilka grup:
- teorie innowacji – eksplozja kambryjska stała się możliwa dzięki jakiejś innowacji uzyskanej przez organizmy, np. pojawieniu się komórki eukariotycznej czy wapiennych szkieletów
- teorie środowiskowe – eksplozja kambryjska stała się możliwa dzięki jakiejś zmianie środowiskowej, np. ociepleniu lub ochłodzeniu klimatu, pojawieniu się wolnego tlenu w atmosferze. Do tych teorii należy tzw. teoria Ziemi-śnieżki.
- teorie ekologiczne – pojawienie się organizmów heterotroficznych spowodowało eksplozję ilości nisz ewolucyjnych, i eksplozja ilości gatunków jest wynikiem wypełnienia tych nisz
- teorie według których jest ona jedynie artefaktem związanym z procesem powstawania skamieniałości i nie odpowiada jej żadne rzeczywiście istotne wydarzenie

Z tego co dziś wiemy, eksplozja kambryjska nie była aż tak radykalnym wydarzeniem, jak pierwotnie przypuszczano. Znane są np. prekambryjskie skamieniałości zwierząt, tzw. fauna ediakarańska.
Większość teorii innowacji jest obecnie odrzucona. Z proponowanych tradycyjnie wydarzeń wszystkie są udokumentowane jako starsze:
- komórka eukariotyczna
- rozmnażanie płciowe
- wielokomórkowość
- zwierzęta
- symetria dwustronna
- twarde szkielety wapienne
- fotosynteza

Według teorii ekologicznych w prekambryjskim środowisku dominowały autotrofy należące do jedynie kilku gatunków. Wykształcenie się drapieżnictwa spowodowało pojawienie się tysięcy różnych przystosowań autotrofów, które od tej pory oprócz konkurencji o zasoby (światła) musiały też unikać drapieżników. To zaś w konsekwencji spowodowało eksplozję przystosowań drapieżników oraz drapieżników polujących na drapieżniki.
Opisywane tu zjawisko jest na mniejszą skalę dobrze znane – w środowiskach, w których występują zwierzęta mięsożerne, liczba gatunków roślinożerców jest o wiele wyższa niż w środowiskach bezpiecznych. Np. jeśli w danym jeziorze nie ma drapieżnych ryb, będzie tam też niewiele gatunków ryb roślinożernych, jako że jeden lub dwa gatunki wyprą wszystkie inne z tej niezróżnicowanej niszy ekologicznej, nawet zaś jeden gatunek drapieżnika powoduje eksplozję liczby nisz ekologicznych roślinożernych, i liczba gatunków roślinożernych ryb idzie w dziesiątki.
Z teorią tą wiąże się ten sam problem co z teoriami innowacyjnymi – zwierzęta drapieżne pojawiły się na długo przed kambrem. Mógł to jednak być jeden z czynników.
Rekonstruowane na podstawie genów historie zwierząt umiejscawiają ich powstanie zwykle od kilkudziesięciu do kilkuset milionów lat przed eksplozją kambryjską, tam też umiejscawiają powstanie wszystkich ważnych grup zwierząt. A zatem eksplozja, jeśli miała miejsce, dotyczyła równolegle kilku dużych grup zwierząt, nie mogła więc wiązać się z żadną konkretną innowacją.
W zgodzie z danymi pozostają więc dwie teorie – teoria zmian środowiskowych oraz teoria artefaktu procesu powstawania skamieniałości.

### Zwierzęta
Zasięg grupy organizmów znanych jako zwierzęta był w historii wielokrotnie przedefiniowywany. Najbardziej interesującą grupą są Metazoa. Do charakterystycznych cech tej grupy należą ścisły heterotrofizm (w ogóle nie ma autotroficznych zwierząt), w pełni wykształcona tkanka mięśniowa i nerwowa, diploidalność osobników dorosłych, rozmnażanie płciowe i rozwój zarodkowy z jaja przez fazę moruli, blastuli i gastruli o 2 lub 3 (u Bilateria) listkach zarodkowych. Zwierzęta posiadają macierz międzykomórkową złożoną z kolagenu oraz innych białek i innych substancji, która umożliwia im zachowanie kształtu organizmu. Cechy te powstały w różnej fazie ewolucji, i istnieje wiele grup organizmów innych niż Metazoa wykazujących część z nich.
Wśród Metazoa istnieją zwierzęta o symetrii promienistej oraz o symetrii dwustronnej. Do tej drugiej grupy – Bilateria – należą wszystkie organizmy potocznie określane jako zwierzęta. Mają one trzy listki zarodkowe – entodermę, mezodermę i ektodermę. Bilateria dzielą się na dwie duże grupy, pierwouste i wtórouste. Nazwy te pochodzą od jednej z głównych różnic między tymi grupami – innego przebiegu rozwoju zarodkowego. W fazie blastuli zarodek przybiera postać pustej kulki, w której wytwarza się wgłębienie (pragęba). Wgłębienie to przekształci się w końcu w tunel, i powstanie z niego układ pokarmowy. U pierwoustych z pragęby, czyli pierwszego otworu tego tunelu, powstanie jama ustna, u wtóroustych odbyt. Drugi otwór przyjmie przeciwną funkcję.
Do pierwoustych należą m.in. owady i inne stawonogi oraz mięczaki. Do wtóroustych należą m.in. strunowce oraz szkarłupnie.